# Johan Alfred Björling

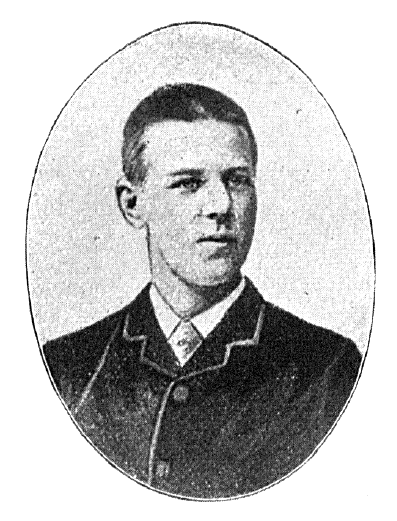
Johan Alfred Björling

Johan Alfred Björling (* 19. Oktober 1871 in Stockholm; † wahrscheinlich 1892 in der Baffin Bay) war ein schwedischer Polarforscher. Seine Expedition in die kanadische Arktis endete 1892 tragisch.

## Leben

### Herkunft und Ausbildung
Johan Alfred Björling war der Sohn des Ladenbesitzers Johan Alfred Björling (1822–1871) und dessen zweiter Frau Lydia Kastengren (1836–1916). Er hatte aus der ersten Ehe seines Vaters vier Halbgeschwister. Der Vater starb eine Woche nach Alfred Björlings Geburt.
Björling besuchte Stockholms ältestes Gymnasium, das Norra Real, und legte am 11. Dezember 1891 die Reifeprüfung (schwedisch Studentexamen) ab.

### Erste Unternehmungen
Bekannt wurde Alfred Björling in Schweden bereits als 17-jähriger Schüler. Am 9. Juli 1889 bestieg er mit seinem Mitschüler Axel Otto Hultman (1872–1921) als erster Schwede den höchsten Berg des Landes, den 2104 m hohen Kebnekaise. Ein Jahr später reiste er mit dem Geologen Gustaf Nordenskiöld (1868–1895) und dem Zoologen Axel Klinckowström (1867–1936) an den Bellsund nach Spitzbergen. Ihre Sammlung fossiler Pflanzen befindet sich heute im Naturhistorischen Reichsmuseum in Stockholm. 1891 reiste Björling an Bord eines dänischen Handelsschiffs nach Upernavik im Westen Grönlands und unternahm im Juli mit einheimischen Begleitern eine viel beachtete Fahrt im offenen Umiak an der Küste der Melville-Bucht entlang nach Norden. Er kam bis zur damals noch unbewohnten Insel Kullorsuaq, die durch ihren markanten Berg, den Teufelsdaumen, bekannt ist. Ein weiteres Vordringen wurde durch das hier befindliche Festeis verhindert.

### Die Björling-Kallstenius-Expedition von 1892
Björlings nächstes Ziel war eine Expedition zur Ellesmere-Insel, von der nur die Ost- und Nordküste gut bekannt waren. Neben geographischen Entdeckungen sollte die Bestandsaufnahme der Flora und Fauna des Gebiets im Mittelpunkt der wissenschaftlichen Arbeit stehen. Mit dem Zoologen Evald Kallstenius (1868–1892) aus Uppsala reiste er im Frühjahr 1892 über Liverpool nach St. John’s auf Neufundland, um enttäuscht festzustellen, dass es zu spät war, um noch in dieser Saison an Bord eines Walfängers in die Baffin Bay zu gelangen. Obwohl die finanziellen Mittel der Männer sehr begrenzt waren, gelang es, einen kleinen Schoner von 37 BRT zu kaufen, der bei den Einheimischen als für arktische Gewässer ungeeignet galt. Nur mit Mühe konnte Björling eine Mannschaft finden, die bereit war, auf diesem Schiff zur Ellesmere-Insel zu fahren. Als Kapitän heuerte er Karl Kann (1871–1892) an, einen Dänen aus Roskilde. Die Besatzung wurde durch den englischen Steuermann Gilbert Dunn und den Koch Herbert McDonald komplettiert. Nach einem dreiwöchigen Aufenthalt in St. John’s stach die Ripple am 22. Juni in See und erreichte Godhavn auf der Diskoinsel vor der grönländischen Westküste am 28. Juli. Björling versorgte sich mit einer Schrotflinte, einem Gewehr sowie Munition und kaufte ein offenes Boot. Am 3. August verließ die Expedition Godhavn. Seitdem ist sie verschollen.
Ein Jahr später, im Juni 1893, entdeckte der schottische Kapitän des Walfängers Aurora, Henry Duncan McKay (1857–1925), das Wrack der Ripple vor der östlichsten der Carey Øer, die heute Björlingø heißt. An Land fand er ein Grab und in einem Steinhaufen vier schriftliche Nachrichten Björlings, die Aufschluss über den weiteren Verlauf der Expedition gaben. Die Ripple hatte demnach die gefährliche Melville-Bucht erfolgreich durchquert und war vor Kap York in einen Sturm geraten. Am 16. August hatte die Expedition die Careyinseln erreicht und Proviant aus einem britischen Depot entnommen, das George Nares 1875 im Rahmen seiner Nordpol-Expedition hatte anlegen lassen. Einen Tag später war die Ripple jedoch auf Grund gelaufen und hatte aufgegeben werden müssen. Björling hatte sich entschieden, mit dem Beiboot nach Norden zu fahren, um Schutz in den Inuit-Siedlungen am Foulke-Fjord zu suchen. Einfacher wäre es gewesen, zu den näher gelegenen Siedlungen am Kap York oder zu Robert Pearys Lager am Inglefield Fjord zu gelangen. Die Männer waren mit dem Boot bis nach Northumberland Ø gekommen und dann umgekehrt. Mitte Oktober 1892 waren sie wieder auf Björlingø, wo einer der fünf Männer starb. Laut Björlings letzter Nachricht hatten die anderen nun den Versuch unternommen, Clarence Head, den Südostzipfel der Ellesmere-Insel, zu erreichen, wo sie hofften, auf Inuit zu treffen, da sie nicht über genug Proviant für eine Überwinterung verfügten. McKay lenkte sein Schiff daraufhin nach Clarence Head, konnte sich der Küste wegen des hier liegenden mehrjährigen Eises aber nur bis auf 30 Kilometer nähern.
Auf Initiative Adolf Erik Nordenskiölds und finanziert von schwedischen Mäzenen wie Oscar Dickson gab es 1894 zwei Suchexpedition. Elis Nilsson fuhr auf dem Walfänger Eclipse und der Zoologe Axel Ohlin nutzte Pearys Versorgungsschiff Falcon. Ohlin fand das Lager der Expedition auf Björlingø und nahm einige dort zurückgelassene Gegenstände an sich. Er fand auch das inzwischen von Tieren zerstörte Grab eines Expeditionsmitglieds und erneuerte es. Anschließend besuchte die Falcon Kap Faraday und Clarence Head, die von Björling als Ziel genannt worden waren, ohne dort aber Spuren der Verschollenen zu finden. Anscheinend hatten diese die Ellesmere-Insel nicht erreicht.

## Ehrungen
Ein Gletscher am Kebnekaise trägt heute den Namen Björling-Gletscher. An seiner ehemaligen Schule wird Björling gemeinsam mit zwei ebenfalls in der Arktis umgekommenen Mitschülern, Nils Strindberg und Finn Malmgren, durch eine Gedenktafel geehrt.